# Phaleria atlantica
Phaleria atlantica – gatunek chrząszcza z rodziny czarnuchowatych i podrodziny Diaperinae.

## Taksonomia
Gatunek ten opisany został po raz pierwszy w 1865 roku przez Thomasa Vernona Wollastona pod nazwą Phaleria bimaculata. Jako miejsce typowe wskazano Wyspy Selvagens w Makaronezji. Nazwa ta stanowiła jednak młodszy homonim i w 1899 roku nowy epitet, atlantica, wprowadzony został przez Ch. A. Alberta Fauvela na łamach „Revue d’Entomologie”.

## Morfologia
Chrząszcz o ciele długości od 7 do 8 mm, w zarysie owalnym, z wierzchu ubarwionym żółtoczerwono z parą czarnych kropek na pokrywach i często z ciemnobrązowo przyciemnioną tarczką, od spodu głównie czarnym.
Czułki cechują się członem trzecim niemal dwukrotnie dłuższym od poprzedniego i prawie dwukrotnie dłuższym niż szerszym.
Przedplecze jest najszersze pośrodku, o zaokrąglonych i nieorzęsionych bokach oraz całkowicie i bardzo delikatnie obrzeżonej krawędzi przedniej. Pokrywy są krótsze niż dwukrotność szerokości, jajowate ze stępionym szczytem, pozbawione guzów barkowych, na międzyrzędach gęsto, szorstko i grubo punktowane, na krawędziach bocznych z skąpym orzęsieniem utworzonym przez sterczące szczecinki podgięć, stosunkowo długim, zwłaszcza w przedniej ich części. Odnóża przedniej pary mają golenie silnie w kierunku odsiebnym rozszerzone, o mniej lub bardziej zaokrąglonych, pozbawionych ząbka kątach zewnętrznych. Przednie stopy u samca są silnie rozszerzone. Odnóża pary tylnej mają pierwszy człon stopy znacznie dłuższy od ostatniego.
Genitalia samca charakteryzują się edeagusem szerszym i tęższym niż u Ph. cadaverina, zwężającym się ku wierzchołkowi, ale na szczycie niezaostrzonym.

## Występowanie
Owad palearktyczny, związany z plażami na wybrzeżach Atlantyku, podawany z Maroka, Makaronezji, Portugalii, Hiszpanii i południowo-zachodniej Francji.